# أندرو بيرد
أندرو بيرد (بالإنجليزية: Andrew Baird) هو مدرب كرة قدم ولاعب كرة قدم بريطاني (وحمل سابقاً جنسية المملكة المتحدة لبريطانيا العظمى وأيرلندا) في مركز حراسة المرمى، ولد في 11 يونيو 1866 في المملكة المتحدة، وتوفي في 1916. لعب مع نادي كوينز بارك.

## وصلات خارجية
- أندرو بيرد على موقع الاتحاد الإسكتلندي (الإنجليزية)
- أندرو بيرد على موقع قاعدة بيانات كرة القدم.إي يو (الإنجليزية)
- أندرو بيرد على موقع ناشيونال فوتبول تيمز (الإنجليزية)
- أندرو بيرد على موقع Soccerbase.com (لاعب) (الإنجليزية)